# Milica Oblak
Milica Oblak, slovenska agronomka sadjarka,  * 7. avgust 1925, Sarajevo, † 5. maj 2007, Ljubljana.
Oblakova je leta 1951 diplomirala na zagrebški Kmetijsko-gozdarski fakulteti. Bila je vodilna strokovnjakinja za selekcioniranje jagodičja pri Kmetijskem inštitutu Slovenije v Ljubljani, kjer je bila zaposlena v letih 1956–1988. Strokovno se je izpoplnjevala v državah zahodne Evrope in v ZDA. V letih 1966–1971 je bila nosilka jugoslovansko-ameriškega raziskovalnega projekta Collecting and Study of Indigenous Small Fruit Types and Breeding Varieties with a High C-Vitamin Content. Objavila  je 22 znanstvenih in 110 strokovnih člankov, leta 1989 pa je izšla njena knjiga Pridelovanje borovnic.

## Nagrade
Leta 1987 je prejela Nagrado za izume in tehnične izboljšave za uvajanje nove vrste jagodičja – žlahtnih borovnic v Sloveniji .